# Chanmina
Chanmina (ちゃんみな), nascida Mina Otomonai (乙茂内 美奈, Otomonai Mina), é uma cantora, rapper e produtora musical japonesa, nascida em 14 de outubro de 1998 na Coreia do Sul. Ela iniciou sua carreira artística em 2016 com o single "Miseinen" e, no ano seguinte, lançou seu primeiro álbum, de mesmo nome. Chanmina é conhecida pela estética ousada para os padrões da indústria japonesa e por suas letras diretas, que tratam de temas como raiva, solidão e empoderamento feminino.

## Carreira
Chanmina nasceu na Coreia do Sul, filha de pai japonês e mãe sul-coreana, tendo morado na nação de sua família materna até os três anos de idade. Sua mãe era uma bailarina profissional e Chanmina passou a infância viajando entre a Coreia do Sul, o Japão e os Estados Unidos. Devido à influência da mãe, ela aprendeu balé e violino desde cedo.
Na infância, Chanmina descobriu a paixão pelo rap após ouvir a canção "Haru Haru" do BigBang. Originalmente, Chanmina planejava se mudar para a Coreia do Sul com a intenção de se tornar uma idol de K-Pop, mas acabou sendo convencida por sua amiga, a rapper Messhi, a permanecer no Japão. Ela chamou a atenção do público pela primeira vez em abril de 2016 após participar de Bazooka!!! Kōkōsei Rap Senshūken, um programa de competição de rap transmitido pela BS Sky Perfect!. Seu single de estreia, "Miseinen" (com a participação de Messhi), lançado de maneira independente logo após a participação no programa, conseguiu atingir o topo da parada de hip-hop do iTunes no Japão.
No ano seguinte, Chanmina assinou contrato com a Victor e lançou o single "Fxxker" e o álbum Miseinen. No final do ano, ela lançou o EP Chocolate, gravado em Los Angeles.  A faixa-título deste disco foi seu  primeiro top 30 na Billboard Japan Hot 100. No ano seguinte, Chanmina foi para a Warner Music Japan  e lançou os singles "Doctor" e "Pain Is Beauty" do álbum Never Grow Up, lançado em 2019. A faixa-título deste álbum foi incluída na trilha-sonora do dorama Jigoku no Girlfriend e acabou se tornando um hit tardio no YouTube, conquistando mais de dez milhões de visualizações oito meses após seu lançamento, bem como um disco de ouro da RIAJ.
Em 2020, Chanmina conquistou seu primeiro top 20 na Oricon Singles Chart com a faixa "Angel". Ela repetiu o feito no ano seguinte com "Bijin". Ambas as faixas foram incluídas no álbum Harenchi, lançado em outubro de 2021. Nessa mesma época, a música "I'm a Pop" foi incluída na trilha-sonora do filme da Netflix Kate,  o que a levou a alcançar a 16a posição no World Digital Songs Sales da Billboard americana.  No ano seguinte, ela lançou seu primeiro single em coreano, "Don't go", uma colaboração com Ash Island, seu futuro marido. No ano seguinte, lançou o álbum Naked, que produziu outros três singles: "Tokyo 4AM", "Mirror" e "You Just Walked in My Life".
Em 2023, Chanmina lançou seu próprio selo musical, a No Label Music. Em 2025, ela assinou um contrato com a Sony Music Japan para a distribuição de seu selo musical. No mesmo ano, lançou o exitoso girl group Hana, formado através do reality show No No Girls, exibido entre 4 de outubro de 2024 e 24 de janeiro de 2025 pela Nippon Television. Além de ter escolhido as participantes do grupo através do reality, Chanmina atua como produtora musical do mesmo.

## Vida pessoal
Em 7 de julho de 2024, Chanmina anunciou que estava grávida e noiva do rapper sul-coreano Ash Island.  Em agosto, lançou o clipe de "NG", onde aparece com seis meses de gestação. Em 1° de novembro, ela deu à luz a sua primeira filha.

## Discografia

### Álbuns de estúdio
| Título                      | Detalhes | Posição nas tabelas | Posição nas tabelas |
| Título                      | Detalhes | JPN                 | JPN Hot             |
| --------------------------- | --- | ------------------- | ------------------- |
| Miseinen (未成年, Underage) | - Lançado em: 8 de março de 2017 - Gravadora: Victor - Formatos: CD, digital download, streaming                | 59                  | 27                  |
| Never Grow Up               | - Lançado em: 7 de agosto de 2019 - Gravadora: Warner Japan - Formatos: CD, CD/DVD, digital download, streaming | 23                  | 3                   |
| Harenchi                    | - Lançado em: 13 de outubro de 2021 - Gravadora: Warner - Formatos: CD, CD/DVD, digital download, streaming     | 16                  | 5                   |
| Naked                       | - Lançado em: 26 de abril de 2023 - Gravadora: No Label, Warner - Formatos: CD, digital download, streaming     | 16                  | 11                  |

### EPs
| Chocolate                            | - Lançado em: 15 de novembro de 2017 - Gravadora: Victor - Formatos: CD, CD/DVD, digital download, streaming | 29 | 10 |
| Note-book: Me.                       | - Lançado em: 19 de fevereiro de 2020 - Gravadora: Warner - Formatos: CD, digital download, streaming        | 38 | —  |
| Note-book: U.                        | - Lançado em: 19 de fevereiro de 2020 - Gravadora: Warner - Formatos: CD, digital download, streaming        | 40 | —  |
| "—" indica que não entrou na tabela. | |    |    |

### Álbuns ao vivo
| Título          | Detalhes | Posição nas tabelas |
| Título          | Detalhes | JPN                 |
| --------------- | --- | ------------------- |
| Area of Diamond | - Lançado em: 25 de outubro de 2023 - Gravadora: No Label, Warner - Formatos: DVD, digital download, streaming | —                   |

### Singles

#### Como artista principal
| "Miseinen" (未成年, "Underage") (com Messhi) | 2016 | —  | —  | —  |                                | Miseinen      |
| "Princess"                                   | 2016 | —  | —  | —  |                                | Miseinen      |
| "Fxxker"                                     | 2017 | —  | —  | —  |                                | Miseinen      |
| "Lady"                                       | 2017 | —  | 75 | —  | - RIAJ: Ouro (streaming)       | Miseinen      |
| "My Name"                                    | 2017 | —  | —  | —  |                                | Chocolate     |
| "Chocolate"                                  | 2017 | —  | 29 | —  | - RIAJ: Platina (streaming)    | Chocolate     |
| "Doctor"                                     | 2018 | —  | —  | —  |                                | Never Grow Up |
| "Pain Is Beauty"                             | 2018 | —  | 87 | —  | - RIAJ: Ouro (streaming)       | Never Grow Up |
| "I'm a Pop"                                  | 2019 | 54 | —  | 16 |                                | Never Grow Up |
| "Call"                                       | 2019 | —  | 89 | —  | - RIAJ: Ouro (streaming)       | Never Grow Up |
| "Never Grow Up"                              | 2019 | —  | 40 | —  | - RIAJ: 2× Platina (streaming) | Never Grow Up |
| "Angel"                                      | 2020 | 15 | 49 | —  | - RIAJ: Platina (streaming)    | Harenchi      |
| "Holy Moly Holy Night" (com Sky-Hi)          | 2020 | —  | —  | —  |                                | Sem álbum     |
| "Bijin"                                      | 2021 | 15 | 65 | —  | - RIAJ: Platina (streaming)    | Harenchi      |
| "Tokyo 4AM"                                  | 2022 | —  | —  | —  |                                | Naked         |
| "Don't Go" (com Ash Island)                  | 2022 | —  | —  | —  |                                | Naked         |
| "Mirror"                                     | 2022 | —  | —  | —  |                                | Naked         |
| "You Just Walked in My Life"                 | 2023 | —  | —  | —  |                                | Naked         |
| "Death Anniversary" (命日, Meinichi)         | 2023 | —  | 26 | —  |                                | Sem álbum     |
| "Biscuit"                                    | 2023 | —  | —  | —  |                                | Sem álbum     |
| "Forgive Me"                                 | 2024 | —  | —  | —  |                                | Sem álbum     |
| "20" (with Ash Island)                       | 2024 | —  | —  | —  |                                | Sem álbum     |
| "NG"                                         | 2024 | —  | 74 | —  |                                | Sem álbum     |
| "Forever"                                    | 2024 | —  | 33 | —  |                                | Sem álbum     |
| "Work Hard"                                  | 2025 | —  | —  | —  |                                | Sem álbum     |
| "I Hate This Love Song"                      | 2025 | —  | 33 | —  |                                | Sem álbum     |
| "—" indica que não entrou na tabela.         |      |    |    |    |                                |               |

#### Como artista convidade
| "#GirlsSpkOut" (Taeyeon com Chanmina)                                   | 2020 | —  |                          | GirlsSpkOut |
| "Kisha na Lip" (華奢なリップ, "Delicate Lip") (Genie High com Chanmina) | 2021 | 83 | - RIAJ: Ouro (streaming) | Genie Star  |
| "Smiley (Japanese Version)" (Yena com Chanmina)                         | 2023 | —  |                          | Nenhum      |
| "World Dance" (Ai com Chanmina)                                         | 2023 | —  |                          | Respect All |
| "—" indica que não entrou na tabela.                                    |      |    |                          |             |

#### Singles promocionais
| "She's Gone"                                             | 2016 | —  |                             | Miseinen                             |
| "Daikirai" (ダイキライ, "Hate") (TeddyLoid com Chanmina) | 2016 | —  |                             | Silent Planet 2 EP Vol. 3 & Miseinen |
| "Winner" (Block B Project-1 com Chanmina)                | 2017 | 76 |                             | Project-1 EP                         |
| "Voice Memo No. 5" (ボイスメモ No. 5)                    | 2020 | 92 | - RIAJ: Platina (streaming) | Note-book: Me. & Harenchi            |
| "Picky"                                                  | 2020 | —  |                             | Note-book: U. & Harenchi             |
| "Racin’" (AK-69 com Chanmina)                            | 2021 | —  |                             | The Race                             |
| "Harenchi"                                               | 2021 | 47 | - RIAJ: Platina (streaming) | Harenchi                             |
| "Sun" (太陽, Taiyō)                                      | 2021 | —  |                             | Harenchi                             |
| "I'm Not OK"                                             | 2023 | —  |                             | Naked                                |
| "B-List" (B級)                                           | 2023 | 77 | - RIAJ: Platina (streaming) | Naked                                |
| "Sad Song"                                               | 2025 | 11 | - RIAJ: Ouro (streaming)    | Never Grow Up                        |
| "—" indica que não entrou na tabela.                     |      |    |                             |                                      |

#### Outras canções que entraram nas tabelas
| Título            | Ano  | Posição nas tabelas | Certificações            | Álbum    |
| Título            | Ano  | JPN Hot             | Certificações            | Álbum    |
| ----------------- | ---- | ------------------- | ------------------------ | -------- |
| "Best Boy Friend" | 2017 | —                   | - RIAJ: Ouro (streaming) | Miseinen |
| "^_^"             | 2021 | 92                  |                          | Harenchi |
| "Firework" (花火) | 2021 | —                   | - RIAJ: Ouro (streaming) | Harenchi |

### Participações especiais
| Título            | Ano  | Artista(s)                        | Álbum                   |
| ----------------- | ---- | --------------------------------- | ----------------------- |
| "Do U Wanna"      | 2017 | Typewriter, YMG, Lipstorm, Yurika | La La Palooza           |
| "No Thanks Ya"    | 2017 | Miyavi                            | Samurai Sessions Vol. 2 |
| "You Made Me"     | 2018 | TeddyLoid                         | Silent Planet: Reloaded |
| "Best Friend"     | 2021 | Saweetie, Doja Cat, Jamie         | Best Friend Remix EP    |
| "Onigiri" (remix) | 2025 | Thelma Aoyama, Uverworld          | Easy Mode               |